# Леонардо да Винчи
Леонардо да Винчи (на италиански: Leonardo di ser Piero da Vinci) е италиански енциклопедист от епохата на Зрелия ренесанс, който е разностранен творец: художник, изобретател, инженер, скулптор и архитект. Въпреки че славата му първоначално се основава на постиженията му като художник, той става известен и със своите ръкописни дневници, в които прави рисунки и бележки по различни теми, включително анатомия, астрономия, ботаника, картография, живопис и палеонтология. Леонардо е широко смятан за гений, олицетворяващ ренесансовия хуманистичен идеал и творбите му са принос към изкуството и образец за по-късните поколения художници, съпоставим само с тези на по-младия му съвременник с 23 години Микеланджело Буонароти.
Извънбрачен син на преуспял нотариус и жена от по-ниска класа от Винчи, той чиракува при Андреа дел Верокио във Флоренция. Започва кариерата си на художник в града, но след това заминава на служба при Лудовико Сфорца в Милано. По-късно отново се връща във Флоренция и Милано, както и за кратко в Рим, като същевременно привлича голям брой последователи и ученици. По покана на френския крал Франсоа I през 1516 г. заминава за Франция, където умира през 1519 г. След смъртта му не е имало исторически период, в който неговите постижения, разнообразни интереси, личен живот и емпирично мислене да не са предизвиквали голям интерес и възхищение, което го прави чест обект на изследвания и културни референции.
Леонардо е определян като един от най-великите художници в историята на изкуството и често е смятан за основател на Зрелия ренесанс. Въпреки че има много изгубени произведения и не повече от 25 основни творби със сигурно авторство – включително множество незавършени – той създава някои от най-влиятелните картини в западното изкуство. Неговият magnum opus, Мона Лиза, е най-известната му творба и често се смята за най-известната картина в света. Тайната вечеря е най-възпроизвежданата религиозна картина на всички времена, а неговата рисунка на Витрувианския човек също се счита за културна икона. През 2017 г. Спасителят на света, приписван изцяло или частично на Леонардо, е продаден за 450 милиона долара, поставяйки нов рекорд за най-скъпата картина, продавана някога на публичен търг.
Леонардо притежава неизчерпаемо любопитство, което ръководи мисленето и действията му. Почитан за своята техническа изобретателност, той създава концепции за летящи машини, бронирана бойна машина, за концентрирана слънчева енергия, за прототип на сумираща машина, и за двоен корабен корпус. Сравнително малко от неговите проекти са конструирани или дори са били осъществими през живота му, тъй като научният подход към металургията и инженерството тогава е едва в начален стадий. Някои от по-малките му изобретения обаче навлизат неочаквано в света на производството, като автоматизирано навиване на бобини и машина за тестване на якостта на опън на тел. Той прави съществени открития в анатомията, строителното инженерство, хидродинамиката, геологията, оптиката и трибологията, но не публикува откритията си и те не оказват почти никакво пряко влияние върху последващата наука.

## Биография

### Ранни години
Леонардо да Винчи е роден на 15 април 1452 г. в град Винчи, тогава владение на Флоренция, като незаконен син на нотариуса Сер Пиеро да Винчи. Майка му Катерина произхожда от селско семейство. Изказвани са предположения, че Катерина е била робиня от Близкия изток, но фактите в подкрепа на това становище са недостатъчни. Малко след раждането на Леонардо връзката им приключва и не след дълго Катерина сключва брак с Акатабарига ди Пиеро дел Вака от Винчи, който притежава собствена грънчарница и от когото има още пет деца.
Сер Пиеро от своя страна е женен четири пъти и има от последните си два брака девет сина и две дъщери. След раздялата с Катерина приема Леонардо като любим син. Пиеро принадлежи към една от най-важните фамилии в града и упражнява професията си на нотариус с успех.
Самият Леонардо в зряла възраст си спомня два особени случая от детството си. При единия, смятан от него за поличба, един ястреб се спуска от небето и се завърта над люлката му, като опашката му го докосва по лицето. Вторият случай описва смесените му чувства при една обиколка в планината, когато попада на една пещера. Едновременно изпитва страх, че в нея може да се крие голямо чудовище, и в същото време изгарящо любопитство да разбере какво има вътре.
Първите биографи на Леонардо рисуват образа му в най-привлекателни черти. Според Джорджо Вазари (1511 – 1574) „с блестящата си външност, която представляваше висша красота, той възвръщаше яснотата на всяка опечалена душа“. Според един анонимен флорентински автор „той беше прекрасен, съразмерно сложен, изящен, с привлекателно лице". Носеше червен плащ, стигащ до коленете, макар тогава да бяха на мода дългите дрехи. Досред гърдите му се спускаше прекрасна брада – къдрава и добре разресана.“

### Първи период във Флоренция
Сер Пиеро се преселва със семейството си във Флоренция около 1464 година. През 1466 г. Леонардо е даден като чирак (garzone) при известния флорентински живописец Андреа дел Верокио (1436 – 1488), чието ателие е смятано за едно от най-добрите в града. Сред известните художници, чиракували или сътрудничили на Верокио, са Доменико Гирландайо, Пиетро Перуджино, Сандро Ботичели и Лоренцо ди Креди.
При Верокио Леонардо оформя своите интереси, увлича се по архитектурата, анатомията, математиката. Той получава не само теоретична и художествена подготовка, но научава и разнообразни технически умения в областта на химията, металургията, металообработването, отливането на гипс, обработката на кожи, механиката и дърводелството.
Леонардо завършва учението си при Верокио през 1472 г. на двадесет години, но решава да остане да работи и да живее при него. Приет е във флорентинското братство на художниците Компания ди сан Лука. Други членове през 1472 г. са Ботичели, Перуджино, Гирландайо и др.
Верокио получава поръчка да нарисува картината Кръщение Христово, завършена около 1475 г. Верокио рисува само очертанията на фигурите, а неговите чираци ги довършват. На Леонардо се пада да нарисува ангела и част от пейзажа в долния ляв ъгъл. Ангелът е толкова красив, че Верокио се зарича, че „никога няма да хване четка“ (според Вазари). Това е кулминацията на сътрудничеството на Леонардо и Верокио. Леонардо рисува в ателието още най-малко четири картини с предимно свое участие: Благовещение, две малки Богородици и портрет на флорентинката Джиневра де Бенчи.
В края на май 1472 г. на върха на лантерната (остъклена част, увенчаваща купола) на катедралата „Санта Мария дел Фиоре“ са поставени златно кълбо и кръст. Тази техническа задача е възложена през 1468 г. на Верокио, а Леонардо е най-близък свидетел на разработването на проекта. 
През 1478 г. вече е напуснал дома на баща си и ателието на Верокио. Според една ранна анонимна биография, през 1480 г. той живее в дома на фамилията Медичи и работи в градината на площад „Сан Марко“. От 1469 г. Флоренция де факто се управлява от Лоренцо де Медичи, наричан „Великолепния“. Родът на Медичи забогатява през XIV – XV век от търговски и банкови операции. Лоренцо обаче обръща малко внимание на развитието на търговията. Той обича разкоша, блестящите и пищни тържества, парадите, турнирите.
През януари 1478 г. Леонардо получава първата си самостоятелна поръчка: да нарисува олтарната икона в параклиса на кметството – Палацо Векио. Работата върви бавно – изглежда още тогава Леонардо, както и по-късно, прави подготвителни опити с боите, като нахвърля многобройни скици. Тя така и не е завършена и през 1483 година поръчката е дадена на друг. Не е известен дори сюжетът на картината. През март 1481 г. той започва и картина за манастира Сан Донато в Скопето, но и тя не е довършена, поради заминаването му за Милано.
От 1478 г. е бележката: „…1478 година започнах две деви Марии“. Една от картините е навярно Мадона Беноа или Мадоната с цветето, която се намира в руския музей „Ермитаж“. Приблизително по това време е създадена картината Свети Йероним.
През 1482 г. Леонардо, който според Вазари е надарен музикант, конструира сребърна лира с формата на конска глава. Лоренцо де Медичи го изпраща да занесе лирата като подарък на миланския херцог Лудовико Моро, след което Леонардо остава в Милано в продължение на години.

### Първи период в Милано
Милано по онова време е един от най-богатите италиански градове. За официален негов управник е смятан Джан Галеацо Сфорца, но фактически управлява неговият чичо Лудовико Сфорца, наричан Моро. Към неговия двор, както и към двора на Медичи, се стичат поети, хуманисти, учени. Характерът на научната среда обаче е малко по-друг, отколкото във Флоренция. Във Флоренция на почит били поезията и философията, докато в Милано с по-голям авторитет се ползват математическите и природните науки. Миланските херцози отделят много внимание на инженерството, на първо място – на военното.
През 1482 година Леонардо се обръща към Лудовико Моро с писмо, в което му предлага услугите си като инженер. В това писмо Леонардо описва всевъзможни проекти на подвижни мостове, бойни машини, артилерийски оръдия, както и предлага услугите си като архитект, скулптор и живописец. В края на писмото младият учен хвърля предизвикателство всекиму, който би се осмелил да се усъмни в неговите таланти: „А ако нещо от гореказаното би се сторило някому невъзможно и неизпълнимо, изразявам пълната си готовност да произведа опит във Вашия парк или на място, което е угодно на Ваша светлост, на когото се и поверявам най-смирено“.
Леонардо е зачислен в състава на колегията от инженери на херцога (ingenarii ducales). В Милано той се проявява като военен инженер, архитект, хидротехник, скулптор, живописец, но характерно е, че в документите от този период отначало той е наричан „инженер“, а после „художник“.
Още в първите месеци на своето пребиваване в Милано, Леонардо се заема непосредствено с всички отрасли на военната техника. Записките и рисунките му от това време са като че ли реализация на програмата, която е изложена в писмото до Лудовико Моро: преустройство на укрепленията на Миланския дворец, обсадни приспособления, подвижни стълби, тарани и т.н.
През 1487 – 1490 г. той участва в конкурса за построяване на купола на Миланската катедрала. Запазен е проектът на писмото, съпровождащо представения от Леонардо модел. Въпреки че не е одобрен за ръководител на строежа, работата по тази поръчка е от голямо значение за творческата биография на Леонардо. Тъкмо към това време се отнасят голям брой рисунки, които показват колко настойчиво е размишлявал Леонардо над проблемите на куполния скелет и над различните форми на архитектурните му решения. Рисунките показват, че той сякаш мислено е експериментирал, прехвърлял е наум различни възможни варианти.
От първия милански период в живота на Леонардо са датирани редица негови бележки по строителна механика – по теория на дъгите и сводовете.
Леонардо теоретично и експериментално разработва въпроси от съпротивление на материалите и в това отношение е предшественик на Галилео Галилей. По-късно той замисля специални трактати за пукнатините в стените и средствата за преодоляването им.
Голямо място в творчеството на Леонардо да Винчи заемат хидротехническите проекти. Политическите и икономическите условия били такива, че тези замисли не са осъществени докато бил жив. Такива проекти Леонардо обмисля във Флоренция, Милано, Рим и дори на преклонна възраст във Франция. Докато е в Милано, той разработва проблемите за напояването на „Ломелина“ – безплодна местност около Милано, където се намирали именията на Моро. През 1494 – 1498 г. Леонардо ръководи изграждането на канала в Мартезана, като го довежда до вътрешния ров на Милано.
В Милано Леонардо се сближава с прочутия архитект Браманте (1444 – 1514), който по това време работи също като инженер и художник на херцога. Несъмнено Леонардо се е занимавал с анатомия, още докато учи при Верокио. Но едва в Милано през 1487 – 1495 г. започва да гради първите големи планове за анатомически изследвания, и то в мащаби, които далеч надхвърлят нуждите му на живописец. По това време особено привлича вниманието му нервната система.
През този период да Винчи създава и прочутата си „Тайна вечеря“ в столовата на манастира „Санта Мария деле Грацие“. По време на работата си върху нея той експериментира с боите, което се отразява пагубно на картината. Други негови картини от периода са „Дамата с хермелина“ и „Мадона Лита“
По време на престоя си в Милано между 1493 и 1495 г. Леонардо споменава в данъчните си документи, като член на неговото домакинство, жена на име Катерина. Записките, свързани с нейното погребение през 1495 г. подсказват, че това може би е неговата майка.
Трагедията в творчеството на Леонардо – несъответствието между грандиозните му замисли и реалните възможности – е илюстрирана особено ярко в неговата дългогодишна работа над конната статуя на Франческо Сфорца, при чието проектиране трябвало да решава редица сложни технически задачи. Работата по нея той започва с идването си в Милано и продължава цели 16 години. Предвиждало се височината на статуята да бъде 7 метра, а за паметника трябвало да бъдат изразходени 70 тона бронз. По план това би била най-голямата конна статуя в ренесансова Италия, с изключение на един паметник от Донатело в Падуа и друг от Верокио във Венеция.
През 1493 г. глинен модел на статуята е поставен на градския площад по случай бракосъчетанието на племенницата на Моро – Мария Бланка, с император Максимилиан. Леонардо подготвя подробен проект за отливането на статуята, макар че Микеланджело се съмнява в способностите му да го осъществи на практика. Конят така и не е завършен, тъй като през ноември 1494 г. голяма част от предвидения за него бронз е използван за отливането на оръжия, които херцог Сфорца използва, за да се противопостави на французите.
Миланският период от живота на Леонардо да Винчи завършва с катастрофа. През лятото на 1499 г. френските войски нахлуват в Миланската област и през есента Милано е превзет и Моро бяга от града. Гасконските стрелци на Шарл VIII използват глинения модел на конната статуя за упражнения в стрелба. След отстраняването на Лудовико Моро, Леонардо, заедно с помощника си Салай и своя приятел математика Лука Пачоли, напуска Милано и отива във Венеция, където работи като военен инженер, разработвайки начини за защита на града от морско нападение.

### Втори период във Флоренция
През април 1500 година Леонардо е във Флоренция. Започва вторият флорентински период от живота му, който продължава до средата на 1506 година, ако не се смята краткото прекъсване, когато той е на служба при Чезаре Борджия.
Докато Леонардо е в Милано, във Флоренция стават големи промени. На 8 април 1492 година умира Лоренцо Медичи. Същата година в Рим е избран нов папа – Родриго Борджия които приема името Александър VI. Две години по-късно, през 1494 година, във Флоренция избухва въстание срещу тиранията на Пиеро де Медичи, сина на Лоренцо. В резултат се създават нови органи на държавно управление, въведен е данък върху недвижимите имоти, изгонени са лихварите. За известно време огромно влияние придобива доминиканецът Савонарола. Той изобличавал разкоша на богаташите и разпуснатостта на духовниците. Под негово влияние във Флоренция публично са изгаряни „безнравствени“ книги, картини, предмети на разкоша. Александър VI отлъчва Савонарола от църквата и на 23 май 1498 година бунтовният монах и неговите привърженици са обесени, а телата им – изгорени, „за да се разделят окончателно душите им с техните тела“.
Когато Леонардо се завръща във Флоренция, на власт са заможни семейства, противници както на Медичите, така и на Савонарола. През 1502 година за пожизнен гонфалониер е провъзгласен Пиеро Содерини. Положението на флорентинската икономика по това време е разклатено. Богатите търговци и фабриканти все повече влагат капиталите си в земя. Сред флорентинската интелигенция се засилват мистичните, идеалистичните течения. От мистична екзалтация е обхванат Ботичели, а Бартоломео дела Порта след смъртта на своя учител Савонарола четири години не взема четката и постъпва в манастир. Почитател на идеите на Савонарола е и Микеланджело.
Леонардо се чувства чужд на тази среда. Той усилено се занимава с геометрия и математически експерименти и почти се откъсва от живописта. Скоро след като пристига от Милано във Флоренция, той разбира, че трудно ще намери реализация на големите си технически замисли. Вероятно с това се обяснява постъпването му на служба при Чезаре Борджия – херцог на Валентинуа и незаконен син на папа Александър VI.
Непосредствено след завръщането си във Флоренция Леонардо да Винчи се установява в сервитския манастир Сантисима Анунциата. Монасите предоставят на него и учениците му жилище и ателие, в което, според Вазари, той рисува скицата за „Света Анна с мадоната и младенеца“ във варианта с Йоан Кръстител. Тя предизвиква такова възхищение, че „мъже и жени, млади и стари“ се стичат да я видят, „като че ли присъстват на голям празник“.
През 1502 година Леонардо да Винчи постъпва на служба при Чезаре Борджия, сина на папа Александър VI, като военен инженер и пътува заедно с неговата свита при обиколките му в Италия. Възложено му е да огледа крепостите и укрепленията и „да направи в тях промени и преобразования, каквито той сметне за необходими“. Той посещава градовете по адриатическото крайбрежие. Отива в Имола, когато тя е обсадена от въстаналите кондотиери. След това оглежда и големия район между Сиена и Фолиньо. През този период Леонардо съставя редица карти. Те са създадени на първо място със стратегически цели, но на практика се оказват документи с голямо научно значение: наблюдателността на учения и геният на художника тук се сливат в едно органично цяло.
Службата при Чезаре Борджия е сравнително кратка и Леонардо се завръща във Флоренция на 5 март 1503 година. От това време е и писмото му до османския султан Баязид II, в което Леонардо предлага няколко свои изобретения и проекти, между които проект на мост, който да съединява Галата и Константинопол. Галата е предградие на Константинопол, в което живеели много генуезци. Първият (понтонен) мост през пролива е построен чак през 1836 година.
От 1503 до 1506 година е започнат шедьовърът на великия майстор „Мона Лиза“, обаче Леонардо продължава да я носи със себе си и да работи по нея до края на живота си.
През 1503 година Флоренция воюва с Пиза, разположена по долното течение на р. Арно. Пиза контролирала излаза на реката в морето и Леонардо е нает да консултира отклоняването на Арно от Пиза, за да се остави обсаденият град без вода. Проектът е изоставен, но Леонардо се задълбочава в хидротехническите проучвания, като замисля начини да регулира течението на Арно по цялото ѝ протежение. Интересен проект за голям канал от Флоренция до крайморска Пиза е съхранен в „Атлантическия кодекс“.
На 18 октомври 1503 година Леонардо да Винчи отново се присъединява към братството на свети Лука и през следващите две години рисува големия стенопис „Битката при Ангиари“ в Синьорията, в съседство с правения по същото време от Микеланджело стенопис „Битката при Кашина“. И двете батални картини остават незавършени, но стоят на показ до 1512 г., като стават обект на възхищение от страна на младите художници. Между Леонардо и Микеланджело се заражда съперничество и Леонардо критикува рисунките на Микеланджело, наричайки го „анатомичен художник“. През 1504 година Леонардо участва в комисията, която премества против желанието на автора скулптурата „Давид“ на Микеланджело.
Конструкторските замисли в областта на авиацията, които вълнуват Леонардо през целия му живот, не го напускат и след като се завръща във Флоренция. Към 1505 година се отнася т. нар. „Кодекс за полета на птиците“, който съдържа указание, че Леонардо замисля да извърши първия полет от Монте Чечери около Фиезоле. Особено го интересува по онова време въпросът за реенето във въздуха без размахване на криле и използването в този случай на силата на вятъра.

### Втори период в Милано
Вторият милански период в живота на Леонардо да Винчи обхваща времето от лятото на 1506 година до есента на 1513 година. През 1506 година Милано бил в ръцете на французите и Леонардо пристига по покана на френския наместник Шарл д'Амбоаз. Докато пребивава в Милано, Леонардо няколко пъти се връща във Флоренция, особено за делбата на наследството, останало след смъртта на баща му (1504).
В Милано Леонардо живее като прочут живописец. Той се среща и работи заедно с много свои ученици и последователи, вече придобили известност, като Бернардино Луини, Джовани Болтрафио и Марко д'Оджоно. Около 1507 година завършва „Леда“, а през 1508 – 1512 година работи над „Света Ана“ и „Йоан Кръстител“.
Като съпоставка с писмото, което Леонардо отправя до Лудовико Моро по време на първото си идване в Милано и което съдържа описание предимно на военни изобретения, сега той описва на Шарл д'Амбоаз дворцовата градина с чуруликащи птички и бистри ручейчета. „С помощта на мелница ще произвеждам вятър по всяко време, през лятото ще правя да блика вода, обилна и прохладна…И друга вода ще тече през градината и ще напоява портокаловите и лимоновите дървета…Отгоре ще направим най-фина медна мрежа, която ще хвърля сянка над градината и ще укрива под себе си много различни птици – и ето ви непрекъсната музика наред с благоуханието от цветовете на лимоновите дървета.“
В Милано Леонардо продължава да се занимава с анатомия. Особено интензивни са тези занимания през годините 1510 – 1512. Предмет на неговото съсредоточено изучаване стават функциите на сърцето, дихателните и храносмилателните органи.
На 23 декември 1512 година Масимилиано Сфорца – син на Лудовико Мавъра, с 20 000 швейцарци нахлува в Милано и изгонва французите. Настъпват смутни времена. През есента на 1513 година Леонардо напуска града и заедно с учениците си се отправя към Рим.

### Престой в Рим
През май 1513 година в Рим синът на Лоренцо де Медичи – Джовани - е избран за папа под името Лъв Х. На него принадлежи изречението: „Ще се наслаждаваме на папството, щом Бог ни го е дал.“ Той се заобикаля с художници и поети. За него работят Рафаел и Микеланджело, но към Леонардо папата се отнася с недоверие. Когато Леонардо получава от папата малка поръчка, той според думите на Вазари: „тутакси се зае да стрива масло и треви за лак“. Като чува за това, папата казва: „Уви, никога нищо няма да направи онзи, който почва да мисли за края на работата, преди още да я е захванал.“ Покровител на Леонардо в Рим е Джулиано де Медичи, брат на Лъв Х.
Престоят на да Винчи в Рим е свързан предимно с разочарования. Възрастният учен е принуден да преустанови анатомичните си занимания, тъй като те дават повод за клеветнически доноси. Директорът на болницата прекратява достъпа му до труповете и му забранява да прави дисекции. От това време е и конфликтът му с някой си Йохан – търговец на огледала, който се стремял да открадне от Леонардо тайните при шлифоването на огледалата.
В началото на 1515 година Джулиано де Медичи напуска Рим, а през следващата умира. Леонардо е на 63 години, сам и без поддръжка. От края на римския период е лаконичната му бележка: „Медичите ме създадоха и разрушиха“.
През октомври 1515 година френският крал Франсоа I отново превзема Милано. На 19 декември Леонардо присъства на неговата аудиенция при папа Лъв X, състояла се в Болоня. Франсоа I му поръчва изработването на механичен лъв, който да може да ходи напред и, разтваряйки гърдите си, да показва букет лилии.

### Последни години във Франция
През 1516 година по покана на френския крал Франсоа I Леонардо напуска Италия и се преселва във Франция. Пристига като прочут художник, като „божествения“ Леонардо. Той става законодател на модата в кралския двор. Отново подготвя пищни тържества. В качеството си на архитект прави проект за новия дворец на краля.
Леонардо живее в имението Кло Люсе, разположен в южната покрайнина на малкото градче Амбоаз на бреговете на Лоара, недалеч от кралския замък. Там той прекарва последните три години от живота си в компанията на своя приятел и ученик граф Франческо Мелци. Въпреки че е с парализирана дясна ръка, продължава да работи до края на живота си.
Леонардо да Винчи умира на 2 май 1519 година в Кло Люсе. Според Вазари крал Франсоа I присъства при смъртта му, но някои други сведения показват, че това е само легенда, популярна във Франция.
Съгласно неговото завещание, ковчегът на Леонардо е следван от процесия от 60 просяци. Той е погребан в параклиса „Свети Юбер“ в кралския замък в Амбоаз. Главният наследник и изпълнител на завещанието е Мелци, който получава пари, картини, инструменти, библиотеката на Леонардо и неговите лични вещи. Сред останалите наследници са дългогодишният ученик на Леонардо Салай и слугата му Батиста ди Вилусис, които получават половината от лозята му, братята му, които получават земи, и прислужницата му, която получава черно наметало с кожи.

## Личен живот
Въпреки хилядите страници, които Леонардо оставя в тетрадки и ръкописи, той почти не споменава личния си живот. В Милано става известен не само с талантите си, а и с красива външност, мускулесто телосложение и галантни обноски. Според  Вазари бил „смайващо красив и величественото му присъствие можело да зарадва и най-изтерзаната душа“.
Освен „голяма физическа красота“ и „безкрайна грация“ за Леонардо са характерни необикновена способност да изобретява, както и любовта му към животните, включваща вероятно вегетарианство. Според Вазари има навика да купува птици в клетки и да ги пуска на свобода.
Леонардо е имал много приятели интелектуалци, забележителни с постижения в своята област: архитектът Донато Браманте, математикът Лука Пачоли, поетът Пиатино Пиати и те винаги го споменават в писмата си като ценен и обичан другар. С Пачоли си сътрудничи по книгата Божествена пропорция през 90-те години на XV век. Леонардо не е имал близки отношения с жени, с изключение на приятелството му с Чечилия Галерани и двете сестри Есте, Беатриче и Изабела. По време на пътуване, при което минава през Мантуа, той рисува портрет на Изабела с креда, който може да е бил използван за създаване на маслен портрет, но последният е изгубен.
Извън приятелствата, Леонардо пази личния си живот в тайна. Неговата сексуалност е обект на сатира, анализи и спекулации. Тази тенденция започва в средата на XVI век и се възобновява през XIX и XX век, най-вече от Зигмунд Фройд, който пише Един спомен от детството на Леонардо (1910). Най-интимните връзки на Леонардо са вероятно с неговите ученици Салаи и Мелци. В писмо до братята на Леонардо по повод на смъртта му Франческо Мелци описва чувствата на Леонардо към неговите ученици като едновременно любящи и страстни. От XVI век насам се твърди, че тези връзки са със сексуален или еротичен характер. Уолтър Айзъксън в своята биография на Леонардо изрично изразява мнението си, че отношенията със Салай са били интимни и хомосексуални.
Според съдебни протоколи от 1476 г., когато той е на двадесет и четири години, Леонардо и трима други младежи са обвинени в содомия в инцидент, включващ известна мъжка проститутка. Обвиненията са отхвърлени поради липса на доказателства и има спекулации, че това става, тъй като един от обвиняемите, Лионардо де Торнабуони, е свързан с Лоренцо де Медичи и семейството е упражнило влиянието си, за да осигури благоприятен изход. Писано е много за неговата предполагаема хомосексуалност и проявлението и в неговото изкуство, особено в андрогинността и еротизма, проявени в Свети Йоан Кръстител и Бакхус и по-ясно в редица еротични рисунки.

## Картини
Въпреки сравнителното скорошно признание и възхищение от Леонардо като учен и изобретател, през по-голямата част от времето след смъртта му славата му се дължи на постиженията му като художник. Няколко творби, автентични или приписвани на него, са смятани за едни от големите шедьоври. Тези картини са известни с разнообразие от особености, много имитирани от ученици и обсъждани надълго и нашироко от ценители и критици. Към 1490 г. Леонардо вече е описван като „божествен“ художник.
Сред качествата, които правят работата на Леонардо уникална, са неговите новаторски техники за полагане на боите; подробните му познания по анатомия, светлина, ботаника и геология; интересът му към физиономията и начина, по който хората изразяват емоция с изражение и жест; неговото новаторско използване на човешкото тяло в композицията; и използването на фина градация на нюансите. Всички тези качества се събират в най-известните му творби Мона Лиза, Тайната вечеря и Девата на скалите.

### Ранни произведения
Леонардо за първи път привлича вниманието с Кръщение Христово, рисувана заедно с Верокио. Две други картини датират от учението му при Верокио, и двете са Благовещения. Едната е малка, 59 cm (23 in) на 14 cm (5,5 in) висока и е част от по-голяма композиция на Лоренцо ди Креди, от която е отделена. Другата е много по-голяма работа, 217 cm (85 in) дълга. И в двете Благовещения Леонардо използва официалната подредба, подобна на картините на Фра Анджелико на тази тема: Дева Мария, седнала или коленичила отдясно на картината, а отляво я доближава ангел в профил, с богата развяваща се дреха, вдигнати крила и носещ лилия. Въпреки че преди се е приписвала на Гирландайо, по-голямата работа сега обичайно се приписва на Леонардо.
На по-малката картина Мария отклонява очи и скръства ръце в жест, който символизира подчинение на Божията воля. В по-голямата картина обаче тя е различна: прекъсната в четенето си от този неочакван пратеник, тя поставя пръст в Библията си и вдига ръка в официален жест на поздрав или изненада. Тази спокойна млада жена изглежда приема ролята си на Богородица не с примирение, а с увереност. В тази картина младият Леонардо представя хуманистичното лице на Дева Мария, признавайки ролята на човечеството в Божието въплъщение.

### Картини от 80-те години на XV век
През 80-те години на XV век Леонардо получава две много важни поръчки и започва друга работа, която е с новаторско значение по отношение на композицията. Две от трите никога не са завършени, а третата отнема толкова много време, че води до дълги преговори за нейното завършване и плащане.
„Свети Йероним в пустинята“, е свързана с труден период от живота на Леонардо, както се вижда от неговия дневник: „Мислех, че се уча да живея; само се учех да умирам.“ Въпреки че картината е едва започната, може да се види много необичайната композиция. Йероним Блажени, като каещ се, заема центъра на картината, разположен леко диагонално и гледан малко отгоре. Коленичилото му тяло е с трапецовидна форма, едната му ръка е протегната към външния ръб на картината, а погледът му гледа в обратна посока. Й. Васерман посочва връзката между тази картина и анатомичните изследвания на Леонардо. На преден план се простира неговият символ, голям лъв, чието тяло и опашка образуват двойна спирала в основата на картината. Другата забележителна характеристика е схематичният пейзаж от скалисти скали на заден план.
Дръзкото показване на фигурална композиция, пейзажни елементи и лична драма се появяват и в големия незавършен шедьовър „Поклонението на влъхвите“, поръчан от монасите от Сан Донато в Скопето. Това е сложна композиция с размери около 250 x 250 centimetres. Леонардо прави множество рисунки и подготвителни проучвания, включително детайлна линейна перспектива на разрушени сгради с класическа архитектура като фон. През 1482 г. Леонардо по нареждане на Лоренцо де Медичи отива в Милано, за да спечели благоразположението на Лудовико ил Моро и картината е изоставена.
Третата важна творба от този период е Богородица на скалите, поръчана в Милано за Братството на непорочното зачатие. Картината, която е трябвало да бъде направена със съдействието на братя Де Предис, трябва да запълни голям сложен олтар в църквата на братството. Инструкциите са да възвеличи непорочното зачатие: Богородица и младенеца, заобиколени от ангели и двамата пророци, общо около петдесет фигури, на фона на класическа архитектура. Леонардо обаче избира да нарисува само 4 фигури от апокрифен момент от детството на Христос: срещата на Светото семейство с детето Йоан Кръстител, закриляно от ангел. Грациозните фигури коленичат в обожание около младенеца Христос в див пейзаж от отвесни скали и водовъртежи, който придава на картината плашеща красота. Картината не отговаря на поръчката, и братството отказва да плати. В крайна сметка тя е завършена и продадена, а днес е в Лувъра. Около 1490 г. работи по втора версия заедно с Амброджо де Предис, която още не е завършена през1499 г. Завършена е при завръщането на Леонардо в Милано през 1506 г. и тогава художниците получават своето заплащане.
Най-забележителният портрет на Леонардо от този период е Дамата с хермелина, за която се предполага, че е Чечилия Галерани (ок. 1483 – 1490), любовница на Лудовико Сфорца. Картината е с характерна поза на фигурата с глава, обърната под ъгъл спрямо торса, необичайно за времето, когато много портрети все още са строго в профил. Хермелинът очевидно носи символично значение, свързано или със седящия, или с Лудовико, който принадлежи към престижния Орден на хермелина.

### Картини от 90-те години на XV век
Най-известната картина на Леонардо от 90-те години на XV век е Тайната вечеря, поръчана за трапезарията на манастира Санта Мария деле Грацие в Милано. Представлява тайната вечеря на Исус и неговите ученици преди залавянето и смъртта му, и показва момента, в който Исус току-що е казал „един от вас ще ме предаде“ и ужаса, причинен от това изказване.
Писателят Матео Бандело наблюдава Леонардо по време на работа и пише, че в някои дни той рисува от зори до здрач, без да спира дори да яде, а след това по три или четири дни не рисува. Това е непонятно за приора на манастира, който го преследва да работи, докато Леонардо не моли Лудовико да се намеси. Вазари описва как Леонардо, затруднен да изобрази адекватно лицата на Христос и предателя Юда Искариотски, казал на херцога, че ако не спре да го тормози, може да използва приора за модел на Юда.
Стенописът е признат за шедьовър на композицията и изразителността, но бързо се влошава, така че само след сто години един зрител го нарича „напълно съсипан.“ Вместо да използва доказаната техника на фреско, Леонардо използва ту маслени, ту темперни бои върху неподходящ грунд на основата на гипс, вследствие на което картината се лющи и мухлясва. Въпреки това стенописът е една от най-репродуцираните творби и до днес.
Към края на този период, през 1498 г. Леонардо рисува тромп-л'ьой като част от декорацията на Sala delle Asse за херцога на Милано в Замъка на Сфорца.

### Картини от 1500 г
През 1505 г. Леонардо получава поръчка да нарисува Битката при Ангиари в Залата на Петстотинте в Палацо Векио, Флоренция. Леонардо създава динамична композиция, изобразяваща четирима мъже, яздещи разярени бойни коне, спорещи за притежанието на знаме, в битката при Ангиари от 1440 г. На противоположната стена е възложено на Микеланджело да изобрази битката при Кашина. Картината на Леонардо се влошава бързо и сега е известна само от копие на Рубенс.
Сред произведенията, създадени от Леонардо през XVI век, е малкият портрет на Мона Лиза или Ла Джоконда, смеещата се. Днес това е може би най-известната картина в света. Нейната слава почива по-специално на неуловимата усмивка на лицето на жената, като мистериозното и качество може би се дължи на едва доловимите ъгли на устата и очите, така че точната природа на усмивката не може да бъде определена. Сенчестите нюанси, с които творбата е известна, започват да се наричат „сфумато“, или димът на Леонардо. Вазари пише, че усмивката е „толкова приятна, че изглежда повече божествена, отколкото човешка, и се смяташе за чудо, че е толкова жива, колкото и усмивката на живия оригинал“.
Други характеристики на картината са роклята без украси, в която очите и ръцете не се конкурират с други детайли; драматичният пейзажен фон, в който светът сякаш е в състояние на движение; приглушеното оцветяване; и изключително гладката природа на живописната техника, използваща маслени бои, нанесени много подобно на темпера, и смесени на повърхността, така че мазките на четката са неразличими. Вазари смята, че качеството на картината би накарало дори „най-уверения майстор... да се отчае и да падне духом“. Перфектното запазване и липсата на следи от поправка или боядисване са рядкост в картина върху дърво от тази дата.
В картината Света Анна с мадоната и младенеца композицията отново подхваща темата за фигури сред пейзаж, който Васерман описва като „спиращ дъха красив“ и се връща към Свети Йероним с позата на фигурата, разположена под наклонен ъгъл. Необичайното в тази картина е, че има две насложени фигури. Мария е седнала на коляното на майка си Света Анна. Тя се навежда напред, за да овладее младенеца Христос, докато той си играе с агънце, знак за собствената му предстояща жертва. Тази картина, която е копирана многократно, е повлияла на Микеланджело, Рафаело и Андреа дел Сарто и чрез тях на Понтормо и Кореджо. Тенденциите в композицията са възприети по-специално от венецианските художници Тинторето и Веронезе.

## Рисунки
Леонардо е плодовит рисувач, води дневници, пълни с малки скици и подробни рисунки, записва всякакви неща, които са привлекли вниманието му. Освен дневниците съществуват много ескизи, някои от които могат да бъдат идентифицирани като подготвителни към произведения като Поклонението на влъхвите, Богородица на скалите и Тайната вечеря. Неговата най-ранна датирана рисунка е Пейзаж от долината Арно, 1473 г., която показва с много подробности реката, планините, замъка Монтелупо и земеделските земи отвъд него.
Сред известните му рисунки са Витрувианският човек, изследване на пропорциите на човешкото тяло; Глава на ангел за Богородица на скалите в Лувъра; ботаническо изследване на Витлеемската звезда; и голяма рисунка (160×100 cm) с черен тебешир върху цветна хартия на Богородица с Младенеца със Света Анна и Свети Йоан Кръстител в Националната галерия, Лондон. Тази рисунка използва фината сфумато техника на засенчване по метода на Мона Лиза. Смята се, че Леонардо никога не е направил картина от него, като най-близкото сходство е с Богородица с младенеца със Света Анна в Лувъра.
Други интересни рисунки включват многобройни скици, обикновено наричани „карикатури“, тъй като, макар и преувеличени, изглежда се основават на наблюдение на живи модели. Вазари разказва, че Леонардо търси интересни лица в обществото, които да използва като модели за някои от своите творби. Има множество скици на красиви млади мъже, често свързвани със Салаи, с рядката, будеща възхищение, черта на лицето, така наречения „гръцки профил“. Тези лица често се противопоставят на това на воина. Салаи често е изобразяван в маскараден костюм. Известно е, че Леонардо е проектирал декори за представления, с които това може да е свързано. Други, често много прецизни рисунки показват изследвания на драперии. В ранните му творби се наблюдава значително развитие в способността му да рисува гънки. Друга често възпроизвеждана рисунка е зловеща скица, направена от Леонардо във Флоренция през 1479 г., показваща тялото на Бернардо Барончели, обесен за убийството на Джулиано, брат на Лоренцо де Медичи, в заговора на Паци. В бележките си Леонардо записва цветовете на мантиите, с които Барончели е бил облечен, когато е умрял.
Подобно на двамата съвременни архитекти Донато Браманте (който проектира вътрешния двор на Белведере) и Антонио да Сангало Стари, Леонардо експериментира с архитектурни проекти за централно планирани църкви, много от които се появяват в неговите дневници, като планове и изгледи, въпреки че нито един никога не е реализиран.

## Дневници и записки
Ренесансовият хуманизъм не признава разделение между науките и изкуствата и изследванията на Леонардо в областта на науката и инженерството понякога се смятат за също толкова впечатляващи и новаторски, колкото и художествената му работа. Неговите изследвания са записани в 13 000 страници с бележки и рисунки, в които се смесват изкуство и натурфилософия (предшественик на съвременната наука). Те са правени ежедневно през целия живот и пътуванията на Леонардо, докато той непрекъснато наблюдава света около себе си. Бележките и рисунките на Леонардо показват огромна гама от интереси и занимания, някои ежедневни като списъци с хранителни стоки и хора, които му дължат пари, а други изненадващи и интригуващи като проекти на крила и обувки за ходене по вода. Има композиции за картини, скици на детайли и драперии, етюди на лица и емоции, на животни, бебета, дисекции, скици на растения, скални образувания, водовъртежи, бойни машини, летящи машини и архитектура.
Тези дневници – оригинални насипни листове от различни видове и размери – са поверени на ученика и наследник на Леонардо Франческо Мелци след смъртта на майстора. Публикуването им е задача с огромна трудност поради обхвата на темите и най-вече поради идиосинкратичното писмо на Леонардо. Някои от рисунките на Леонардо са копирани от анонимен милански художник с цел издаване на трактат за изкуството ок. 1570 След смъртта на Мелци през 1570 г. колекцията преминава към сина му, адвоката Орацио, който първоначално не се интересува много от тях. През 1587 г. домашният учител на семейство Мелци Лелио Гаварди отнася 13 ръкописа в Пиза; там архитектът Джовани Магента го упреква, че е взел ръкописите незаконно и ги връща на Орацио. Притежавайки още много документи, Орацио подарява ръкописите на Магента. Новината за тези изгубени произведения на Леонардо се разпространява и Орацио си връща седем от 13-те ръкописа, които след това дава на Помпео Леони за публикуване в два тома; един от тях е Codex Atlanticus. Другите шест тома са раздадени на други хора. След смъртта на Орацио неговите наследници продават останалата част от притежанията на Леонардо и така започва тяхното разпръскване по света.
Някои произведения намират своето място в големи колекции като Кралската библиотека в замъка Уиндзор, в Лувъра, в Нацианлната библиотека на Испания, Музеят на Виктория и Албърт, Biblioteca Ambrosiana в Милано, която съхранява 12-томния Codex Atlanticus, и Британската библиотека в Лондон, която публикува избрани страници от Codex Arundel (BL Arundel MS 263) онлайн. Има части също в Холкъм Хол, Музея на изкуствата Метрополитън и у частни колекционери. Лестърският кодекс е единствената голяма научна работа на Леонардо в частни ръце; тя е собственост на Бил Гейтс и се показва веднъж годишно в различни градове по света.
Повечето от писанията на Леонардо са написани с огледален курсив. Тъй като пише с лявата си ръка, вероятно му е било по-лесно да пише отдясно наляво. Леонардо използва различни стенографски сигли и символи и в бележките си казва, че възнамерява да ги подготви за публикуване. В много случаи една тема е разгледана подробно както с думи, така и с рисунки на един лист, така че да не бъде загубена, ако страниците са публикувани в неправилен ред. Не е известно защо не са били публикувани по време на живота на Леонардо.

## Наука и изобретения
Подходът на Леонардо към природата е да наблюдава внимателно – той се опитва да разбере едно явление, като го описва и изобразява в най-големи подробности, но не набляга на експериментите или теоретичното му обяснение. Тъй като му липсва формално образование по латински и математика, съвременните нему учени гледат на него с пренебрежение, въпреки че той сам учи латински. Забележителни са неговите верни наблюдения в много области, например това: „Il sole non si move“. („Слънцето не се движи.“) Повечето му изследвания обаче не са окончателно завършени, нито са във вид за публикуване, тъй като той се интересува повече от изясняване на явленията, отколкото от изчерпателното им описание във форма за публикация.
През 90-те години на XV век учи математика при Лука Пачоли и подготвя серия от рисунки на правилни многостени, които да бъдат гравирани като илюстрации за книгата на Пачоли Божествена пропорция, публикувана през 1509 г. Докато живее в Милано, Леонардо изучава светлината от върха на масива Монте Роза. Научните описания на вкаменелости в неговия бележник оказват влияние върху ранната палеонтология.
Съдържанието на неговите дневници предполага, че все пак е планирал поредица от трактати по различни теми. Твърди се, че по време на посещение на секретаря на кардинал Луи д'Арагон през 1517 г. е бил налице завършен трактат по анатомия. Откъси от писаното от Леонардо по анатомия, светлина и пейзаж са събрани от Мелци с цел публикуване и в крайна сметка отпечтани като Трактат върху живописта във Франция и Италия през 1651 г. и Германия през 1724 г. с гравюри от Никола Пусен. Трактатът, който за петдесет години претърпява 62 издания във Франция, дава основание Леонардо да бъде разглеждан като „предшественик на френската академична мисъл в изкуството“.
Макар експериментите на Леонардо да следват научни методи, един скорошен и изчерпателен анализ на Леонардо като учен от Фритьоф Капра прави извода, че Леонардо е фундаментално различен вид учен от Галилео Галилей, Исак Нютон и други по-късни учени поради това, че научните теории и хипотези на този „ренесансов човек“ са неразделна част от изкуството и в частност живописта.

### Анатомия и физиология
Леонардо започва да изучава анатомията на човешкото тяло още при чиракуването си при Верокио, който изисква от учениците си да развият задълбочени познания по темата. Като художник той бързо става майстор на топографската анатомия, рисувайки много изследвания на мускули, сухожилия и други видими анатомични характеристики.
Вече като признат художник Леонардо получава разрешение да прави дисекция на човешки трупове в болницата Санта Мария Нуова във Флоренция и по-късно в болници в Милано и Рим. От 1510 до 1511 г. той си сътрудничи с доктор Маркантонио дела Торе, професор по анатомия в университета в Павия. Леонардо е направил над 240 подробни рисунки и е написал около 13 000 думи към незавършен трактат по анатомия. Само малка част от този материал е публикуван в Трактата за живописта на Леонардо. Когато след смъртта му Мелци подрежда ръкописите му за публикуване, те са изследвани от редица анатоми и художници, включително Вазари, Бенвенуто Челини и Албрехт Дюрер, които възпроизвеждат редица неговирисунки.
Анатомичните рисунки на Леонардо включват много изследвания на човешкия скелет и неговите части, както и на мускулите и сухожилията. Той изучава механичните функции на скелета и как мускулните сили се прилагат към него по начин, който предвещава съвременната наука биомеханика. Рисува сърцето и съдовата система, половите и други вътрешни органи, като прави една от първите научни рисунки на фетус в утробата. Чертежите и записките му изпревалват значително времето си и ако са били публикувани, несъмнено биха имали голям принос за медицинската наука.
Леонардо също наблюдава внимателно и записва влиянието на възрастта и човешките емоции върху физиологията, изучавайки по-специално ефекта на гнева. Той рисува много фигури със значителни лицеви деформации или признаци на заболяване. Изучава и рисува анатомията и на много животни, като прави дисекция на крави, птици, маймуни, мечки и жаби и в рисунките си сравнява анатомията им с тази на хората. Прави и редица изследвания на конете.
Дисекциите на Леонардо и документирането на мускули, нерви и съдове му помагат да опише физиологията и механиката на движението. Той се опитва да идентифицира и източника на „емоциите“ и тяхното изразяване. За него е трудно да възприеме преобладаващата тогава теория за четири хумора (телесни течности) и в крайна сметка изоставя физиологичното обяснение на телесните функции. Прави изводите, че хуморите не са разположени в церебралните пространства или мозъчните вентрикули. Доказва, че сърцето или черният дроб не съдържат хумор и че сърцето е център на кръвоносната система. Той е първият, който дефинира атеросклерозата и цирозата на черния дроб. Леонардо създава модели на мозъчните вентрикули с помощта на разтопен восък и конструира стъклена аорта, за да наблюдава циркулацията на кръвта през аортната клапа, като използва вода и семена от трева, за да наблюдава завихрянето на потока.

### Техника и изобретения
През целия си живот Леонардо е признат и като инженер. Със същия рационален и аналитичен подход, който го кара да изобразява човешкото тяло и да изследва анатомията му, Леонардо изучава и проектира много машини и устройства. Той рисува тяхната „анатомия“ с несравнимо майсторство, създавайки първата форма на съвременния технически чертеж, включително усъвършенства метода на „увеличен изглед“ за представяне на вътрешните компоненти. Тези проучвания и проекти, събрани в неговите ръкописи, запълват повече от 5000 страници. В писмо от 1482 г. до господаря на Милано Лудовико Ил Моро той пише, че може да създаде всякакви машини както за защита на града, така и за обсада. Когато бяга от Милано във Венеция през 1499 г., той намира работа като инженер и създава система от подвижни барикади за защита на града. През 1502 г. той създава схема за отклоняване на течението на река Арно, проект, върху който работи и Николо Макиавели. Той продължава да обмисля канализирането на равнините на Ломбардия, докато е в двора на Луи XII и на Лоара и нейните притоци в двора на Франциск I. Дневниците на Леонардо включват огромен брой изобретения, както практични, така и непрактични. Сред тях са музикални инструменти, механичен рицар, хидравлични помпи, реверсивни колянови механизми, минометни снаряди с перки и парно оръдие.
През голяма част от живота си Леонардо е очарован от феномена на летенето и прави много изследвания, например Кодекс за полета на птиците (ок. 1505), както и планове за няколко летящи машини, като орнитоптер и машина със спирален ротор (нещо като вертолет). Различни проекти на Леонардо, като парашут и гигантски арбалет, са интерпретирани и конструирани в наши дни вж. документален филм от 2003 г. на британската телевизия Чанъл 4, озаглавен Leonardo's Dream Machines,. Някои от тези проекти се оказват успешни, докато други не се представят добре при тестване. По подобен начин екип от инженери построи десет машини, проектирани от Леонардо в американския телевизионен сериал от 2009 г. Doing DaVinci, включително бойно превозно средство и самоходна количка.
Според резултатите на изследване, извършено от Марк ван ден Брук, за повече от 100 изобретения, приписвани на Леонардо, съществуват по-стари прототипи. Приликите между илюстрации и рисунки от Средновековието, от Древна Гърция и Рим, Китайската, Персийската империя и Египет и тези на Леонардо предполагат, че голяма част от изобретенията вече са били замислени преди него. Неговият принос е да комбинира различни функции от съществуващите проекти и да ги изпита на практика, като илюстрира тяхната полезност. Възпроизвеждайки известни технически изобретения, той винаги създава нещо ново.
В своите тетрадки Леонардо за първи път формулира закони за триене при плъзгане през 1493 г. Неговата мотивация идва отчасти от изследването на вечното движение, което той правилно заключава, че е невъзможно. Неговите резултати никога не са публикувани, а законите на триенето са преоткрити едва през 1699 г. от Гийом Амонтон, с чието име сега обикновено се свързват. Заради този принос Леонардо е обявен за първия от 23-мата „Мъже на трибологията“ от Дънкан Доусън.

## Наследство
Въпреки че няма официално академично образование, много историци и учени смятат Леонардо за първокласен пример за „универсален гений“ или „ренесансов човек“, индивид с „неутолимо любопитство“ и „трескаво изобретателно въображение“. Той е смятан за една от най-разностранно талантливите личности, живели някога. Обхватът и дълбочината на интересите му са безпрецедентни в писаната човешка история, а „умът и личността му ни изглеждат свръхчовешки, докато самият човек е мистериозен и далечен“. Учените тълкуват неговия възглед за света като основан на логиката, въпреки че използваните от него емпирични методи са неортодоксални за времето си.
Славата на Леонардо приживе е такава, че кралят на Франция го привлича в двора си като трофей и се твърди, че го е подкрепял в старостта му и дори е присъствал на смъртното му ложе. Интересът към Леонардо и неговото творчество никога не е намалявал. Тълпи все още се редят на опашки, за да видят най-известните му картини, които се възпроизвеждат непрестанно, а биографите продължават да го възхваляват като гений, докато спекулират относно личния му живот, както и за това в какво всъщност е вярвал един толкова интелигентен човек.

Продължаващото възхищение, което Леонардо буди у художници, критици и историци, е отразено в много други трудове. Балдасаре Кастильоне, автор на Il Cortegiano (Придворният), пише през 1528 г.: „...Още един от най-великите художници в този свят гледа отвисоко на това изкуство, в което е несравним...“ докато биографът, известен като „Anonimo Gaddiano“ пише, ок. 1540 : „Неговият гений беше толкова рядък и универсален, че може да се каже, че природата направи чудо от негово име...“ Вазари в своите „Живот на художниците“ (1568) започва главата си за Леонардо така:
При нормалния ход на събитията много мъже и жени се раждат със забележителни таланти; но понякога, по начин, който надхвърля природата, един човек е удивително надарен от Небето с красота, изящество и талант в такова изобилие, че оставя другите далеч зад себе си, всичките му действия изглеждат вдъхновени и наистина всичко, което прави, очевидно идва по-скоро от Бог, отколкото от човешко умение. Всички признаха, че това е вярно за Леонардо да Винчи, художник с изключителна физическа красота, който проявява безкрайна грация във всичко, което прави, и който култивира своя гений толкова брилянтно, че решава с лекота всички проблеми, които изучава.
През XIX век възхищението от гения на Леонардо нараства, карайки Хенри Фюзели да напише през 1801 г.: „Такава беше зората на модерното изкуство, когато Леонардо да Винчи избухна с блясък, който засенчи предишното съвършенство: съставен от всички елементи, които съставляват същността на гения..." Това е повторено от A.E. Рио, който пише през 1861 г.: „Той се извисяваше над всички други художници чрез силата и благородството на своите таланти.“
Към XIX век обхватът на трудовете на Леонардо, както и неговите картини вече са широко известни. Иполит Тен пише през 1866 г.: „Вероятно няма в света пример за друг гений, който да е толкова универсален, толкова неспособен да се реализира, толкова пълен с копнеж за безкрайното, толкова естествено изтънчен, достигнал такъв напредък в собствения си и следващите векове."
Интересът към гения на Леонардо продължава без отслабване; експерти изучават и превеждат неговите писания, анализират картините му с помощта на научни методи, спорят за авторство и търсят негови неоткрити произведения.
През двадесет и първи век Уолтър Айзъксън основава голяма част от биографията на Леонардо върху хилядите му бележници, изучавайки личните бележки, скици, домашни записки и размисли на човека, когото смята за най-великия новатор. Айзъксън с изненада открива също „забавна, весела“ страна на Леонардо в допълнение към безграничното му любопитство и творчески гений.
По повод 500-годишнината от смъртта на Леонардо, Лувърът в Париж организира най-голямата изложба на негово творчество, наречена Леонардо (ноември 2019 г. – февруари 2020 г.) Експозицията включва над 100 картини, рисунки и тетрадки. Включени са единадесет от картините, които Леонардо е завършил през живота си. Пет от тях са собственост на Лувъра, но Мона Лиза не е сред тях, тъй като е много търсена от обикновените посетители на Лувъра и остава изложена на мястото си. Витрувианският човек е изложен след съдебна битка със собственика му, Галерия дел'Академия във Венеция. Спасителят на света също не е включен, защото собственикът му от Саудитска Арабия не се съгласява да отдаде произведението под наем.
Мона Лиза, смятана за магнум опус на Леонардо, често се смята за най-известният портрет, правен някога. Тайната вечеря е най-възпроизвежданата религиозна картина на всички времена, а рисунката на Витрувианския човек на Леонардо също се счита за културна икона.
След повече от десетилетие анализ на генетичната генеалогия на Леонардо, в средата на 2021 г. Алесандро Вецози и Агнезе Сабато стигат до заключение, че той има 14 живи роднини от мъжки пол. Работата може също да помогне да се определи автентичността на останките, за които се смята, че принадлежат на Леонардо.

## Местоположение на останките
Въпреки че Леонардо със сигурност е бил погребан в колегиалната църква „Свети Флорентин“ в двореца Шато д'Амбоаз на 12 август 1519 г., сегашното местоположение на останките му е неясно. Голяма част от двореца е повредена по време на Френската революция, което води до разрушаването на църквата през 1802 г. При това някои от гробовете са унищожени, а погребаните там кости разпръснати. По този начин местонахождението на останките на Леонардо остава спорно.
През 1863 г. Арсен Усайе, главен инспектор по изящни изкуства в тогавашната Втора френска империя, получава заповед да разкопае мястото и открива частично пълен скелет с бронзов пръстен на единия пръст, бяла коса и каменни фрагменти с надписи „EO“, „AR“, „DUS" и "VINC" – изтълкувани като надпис „Леонардус Винчи“. Осемте зъба на черепа съответстват на човек на приблизително същата възраст, а сребърен щит, открит близо до костите, изобразява голобрадия Франсоа I, съответстващ на външния вид на краля по времето на Леонардо във Франция.
Усайе решава, че необичайно големият череп е показател за интелигентността на Леонардо; Чарлз Никъл обаче нарича това „съмнителна френологична дедукция“. В същото време Усайе отбеляза някои проблеми, включително че краката са били обърнати към главния олтар, практика, обикновено запазена за миряни, и че височината на скелета от 1,73 m изглежда твърде малка. Мери Хийтън пише през 1874 г., че височината би била подходяща за Леонардо. Твърди се, че черепът е бил представен на император Наполеон III, след което е върнат в Шато д'Амбоаз, където останките са препогребани в параклиса на Свети Юбер през 1874 г. Надписът над гроба гласи, че само се предполага (testes presumes), че това е Леонардо.
През 2019 г. се разкрива, че Усайе е запазил пръстена и кичур коса. През 1925 г. неговият правнук ги продава на американски колекционер. Шестдесет години по-късно друг американец ги придобива, което води до излагането им в музея на Леонардо във Винчи на 2 май 2019 г., когато се навършват 500 години от смъртта на художника.